# Gechingen
Gechingen är en kommun och ort i Landkreis Calw i regionen Nordschwarzwald i Regierungsbezirk Karlsruhe i förbundslandet Baden-Württemberg i Tyskland.
Kommunen ingår i kommunalförbundet Althengstett tillsammans med kommunerna Althengstett, Ostelsheim och Simmozheim.